# Ташево (Куявсько-Поморське воєводство)
Ташево (пол. Taszewo, нім. Taschau) — село в Польщі, у гміні Єжево Свецького повіту Куявсько-Поморського воєводства.
Населення — 147 осіб (2011).
У 1975-1998 роках село належало до Бидгощського воєводства.

## Демографія
Демографічна структура станом на 31 березня 2011 року:
|          | Загалом | Допрацездатний вік | Працездатний вік | Постпрацездатний вік |
| -------- | ------- | ------------------ | ---------------- | -------------------- |
| Чоловіки | 75      | 16                 | 53               | 6                    |
| Жінки    | 72      | 14                 | 43               | 15                   |
| Разом    | 147     | 30                 | 96               | 21                   |